# 瑞里村
23°32′23.0″N 120°40′24.9″E / 23.539722°N 120.673583°E
瑞里村是臺灣嘉義縣梅山鄉轄下的一個村級行政區，位於梅山鄉東南部。瑞里村面積約15.95平方公里，其中包含8個鄰、227戶、人口數706人。瑞里村位於阿里山國家風景區內，村內瑞里部落為現今主要聚落，公共設施上有瑞里國民小學、源興宮、瑞里村活動中心。景點上以瑞里風景區內之「瑞里八景」聞名，且有燕子崖、蝙蝠洞等知名景點。

## 地理
瑞里村北鄰瑞峯村、東鄰太和村、西鄰太興村、南接竹崎鄉。瑞里村位在阿里山國家風景區內，同時處於阿里山山脈周邊，平均海拔高度約為1000公尺。村內有毛生樹溪流經，而東側則有海拔1634公尺的雲戴山。

## 聚落歷史
瑞里村是昔日阿里山開發最早的區域，村內主要由幼葉林、科仔林、九芎坪等三聚落構成，三大聚落皆於西元1800年前後開始開發，現今人口則集中於本村中心，瑞里部落。
幼葉林為本村最主要之聚落，閩南人開墾初期，此聚落皆為幼葉楠木原始林，故而得名。產業方面，最早以天然資源為主，後轉型至造林、竹子相關產業，現今則以種植茶葉、觀光發展為主。
科仔林聚落最早長滿了水科樹，故得其名。此聚落早期居住人口甚多，但因地形陡峭，容易導致天災，故人口大量外移。產業方面以發展觀光為主。
九芎坪聚落最早長滿了九芎樹，故得其名。產業方面，此地原先為原始林，後則以種植茶葉與檳榔為主。

## 教育
瑞里村學區內僅有一所瑞里國民小學，早期因山區交通不便，本村教育發展較為落後，但經過地方人士的努力後，於西元1927年(昭和2年)興建瑞里國民小學前身「小梅公學校分教場」。西元1936年(昭和11年)，由小梅公學校分教場獨立為「生毛樹公學校」，當時開設五個班級。西元1941年(昭和16年)改制為「幼葉林國民學校」，接著又接連改了三次校名，最後於西元1968年(民國57年)正式更名為「嘉義縣梅山鄉瑞里國民小學」。
瑞里國民小學屬於小型學校，據西元2007年(96學年度)之統計，全校共有6班54人。校內主要社團為扯鈴隊、兒童樂隊及直笛隊。學校另設有附設幼稚園，解決本村居民教養後代之問題。

## 文化資源(文化資產)
瑞里村內的文化資源有二：瑞里源興宮以及瑞里村活動中心。
瑞里村內的信仰中心為源興宮，是一間道教寺廟。源興宮由村民共同集資，建於西元1871年(同治10年)，並曾於西元1982年(民國71年)重新翻修過一次，現址為翻修4年竣工後之樣貌。廟內原主奉神明為吳鳳，後改為池王爺及三官大帝，其他神明則有五穀王、延平郡王、觀世音菩薩、地藏王菩薩等。
瑞里村活動中心位於幼葉林部落中，其建於1918年(民國7年)，曾於1999年(民國88年)重建。內設有村辦公處、社區發展協會、集會所、閱覽室及休閒室等，具有多功能之用途，瑞里村活動中心是為本村居民主要的活動場所。

## 景點
瑞里村內劃有瑞里風景區，以「瑞里八景」聞名。而其中以燕子崖、蝙蝠洞、瑞太古道及雲潭瀑布等景點最廣為人知。
燕子崖因曾有燕子棲息而得名，是一大佈滿條狀岩石的峭壁，有『臺灣敦煌石窟』之美名，景色雄偉壯麗。
蝙蝠洞與燕子崖位於同一條步道上，其因曾有蝙蝠棲息於此而得名，是一座高達百餘尺的大型石灰岩壁，其中因為長年侵蝕的因素，還產生了數千個小石洞，是全國最大的蝙蝠洞之一，極為壯觀。
瑞太古道位於瑞里村與太和村間，是以前兩村通聯農產品的重要道路，整條古道以枕木鋪設，沿途皆是孟宗竹林與原始林木，景色精美雅緻。
雲潭瀑布是雲潭溪因遭遇斷崖而形成的三層瀑布，因為當地經常雲霧飄渺，加上瀑布於河底鑿成的深潭，故得其名。此瀑布十分雄偉壯麗，號稱「瑞里第一景」。

## 其他特色
- 產業

瑞里村除了漂亮的景觀外，還有豐富的農產，包括茶、竹筍、檳榔、愛玉、梅子、金針及板栗等，其中的茶園與金針園構成的風光更為瑞里景觀增添不同的色彩。而料理上當地更以茶葉、金針及梅子入菜，有特色且別具風味。
- 紫藤花季

瑞里村曾於西元2014年3月(民國103年)舉辦瑞里紫藤花季，嘉義縣政府觀光局邀請日籍藝人大久保麻梨子擔任代言人，吸引民眾至瑞里村欣賞紫藤花海。